# توماس کاشینگ
توماس کاشینگ سوم (Thomas Cushing III)‏ (۲۴ مارس ۱۷۲۵–۲۸ فوریه ۱۷۸۸)، از پدران بنیانگذار، حقوق‌دان، بازرگان و سیاست‌مدار آمریکایی از بوستون ماساچوست بود. به عنوان یک شخص فعال در سیاست بوستون، از سال ۱۷۶۱ الی انحلال مجلس استانی در ۱۷۷۴، نماینده شهر بوستون در این مجلس بود و در بیشتر آن سال‌ها به‌عنوان رئیس مجلس عوام بود. از آنجائی‌که وی رئیس مجلس بود، بسیاری از اسناد و قوانین اعتراضی به سیاست بریتانیا را توشیح می‌نمود و این کار سبب شد که مقامات در لندن او را یک رادیکال خطرناک محسوب نمایند. توماس کاشینگ با بنجامین فرانکلین که گاهی به نفع قانون‌گذاران در لندن لابی‌گری می‌کرد و در صدد دریافت راه‌های برای کاهش تنش‌های روزن افزون انقلاب آمریکا بود، ارتباط گسترده‌ای داشت.
کاشینگ در کنگره‌های قاره‌ای اول (که در جریان آن انجمن قاره‌ای را امضاء کرد) و دوم، نماینده ماساچوست بود، اما پس از مخالفت با استقلال رأی نیاورد. علی‌رغم این، وی همچنین پس از استقلال یک فعال سیاسی باقی‌ماند و به خدمت در حکومت استانی ادامه داد. در جریان جنگ انقلاب به عنوان کمیساری مسئول تدارک نیروی نظامی بود، سمتی که از آن برای توسعه تجارت خانوادگی استفاده کرد. در سال ۱۷۸۰ وی به‌عنوان نائب اول فرماندار انتخاب شد. توماس کاشینگ که از نظر سیاسی با همکار بازرگان خویش، جان هنکاک، ارتباط داشت الی زمان مرگ‌اش در سال ۱۷۸۸ به‌عنوان نائب فرماندار باقی‌ماند و در سال ۱۷۸۵ از زمان استعفای جان هنکاک و انتخاب جیمز بودین، به عنوان فرماندار سرپرست خدمت نمود.

## سال‌های اولیه
توماس در ۲۴ مارس ۱۷۲۵ در بوستنون، مرکز استان خلیج بریتانیایی ماساچوست متولد شد و دومین فرزند خانواده در جمله حداقل فرزندان هفت نفری بود. نسب خانواده کاشینگ با داشتن ریشه‌های عمیق به دیکان متیو کاشینگ که در سال ۱۶۳۸ از نورفالک انگلند به هنگهام مهاجرت نموده بودند، می‌رسد. پدر توماس که به‌نام توماس (۱۷۴۶–۱۶۹۴) نیز یاد می‌شود یکی از بازرگانان ثروتمند شهر، عضو برجستهٔ کلیسای قدیمی جنوب و شخص منتخب شهر بود. توماس پدر مکرراً جلسات شهر را مدیریت می‌نمود و در سال ۱۷۴۲ هدیهٔ فنل هال (ساختمان بازار بزرگ و محل جلسات عمومی) را از طرف پتر فنل به نمایندگی از شهر بوستون پذیرفت. از ۱۷۳۱ الی ۱۷۴۷ در دادگاه عمومی (مجمع استعماری) ماساچوست و پس از ۱۷۴۲ به‌عنوان رئیس آن دادگاه خدمت کرد. مری (برومفیلد) کاشینگ (۱۷۴۶–۱۶۸۹) مادر او نیز از جمله خانواده سرشناس بوستون بود.
توماس تعلیمات ابتدائی خود را در مدرسه لاتین بوستون به اتمام رساند و بعداً وارد دانشگاه هاروارد شد و در سال ۱۷۴۴ از آنجا فارغ شد. او حقوق خواند و وارد کانون وکلا شد و پس از آن وارد کسب و کار بازرگانی خانوادگی شد. در ۱ اکتبر ۱۷۴۷ با دبورا فلیچر (حدود سال‌های ۱۷۲۹–۱۷۲۷) ازدواج کرد و از وی ۵ فرزند داشت.

## حرفهٔ سیاسی

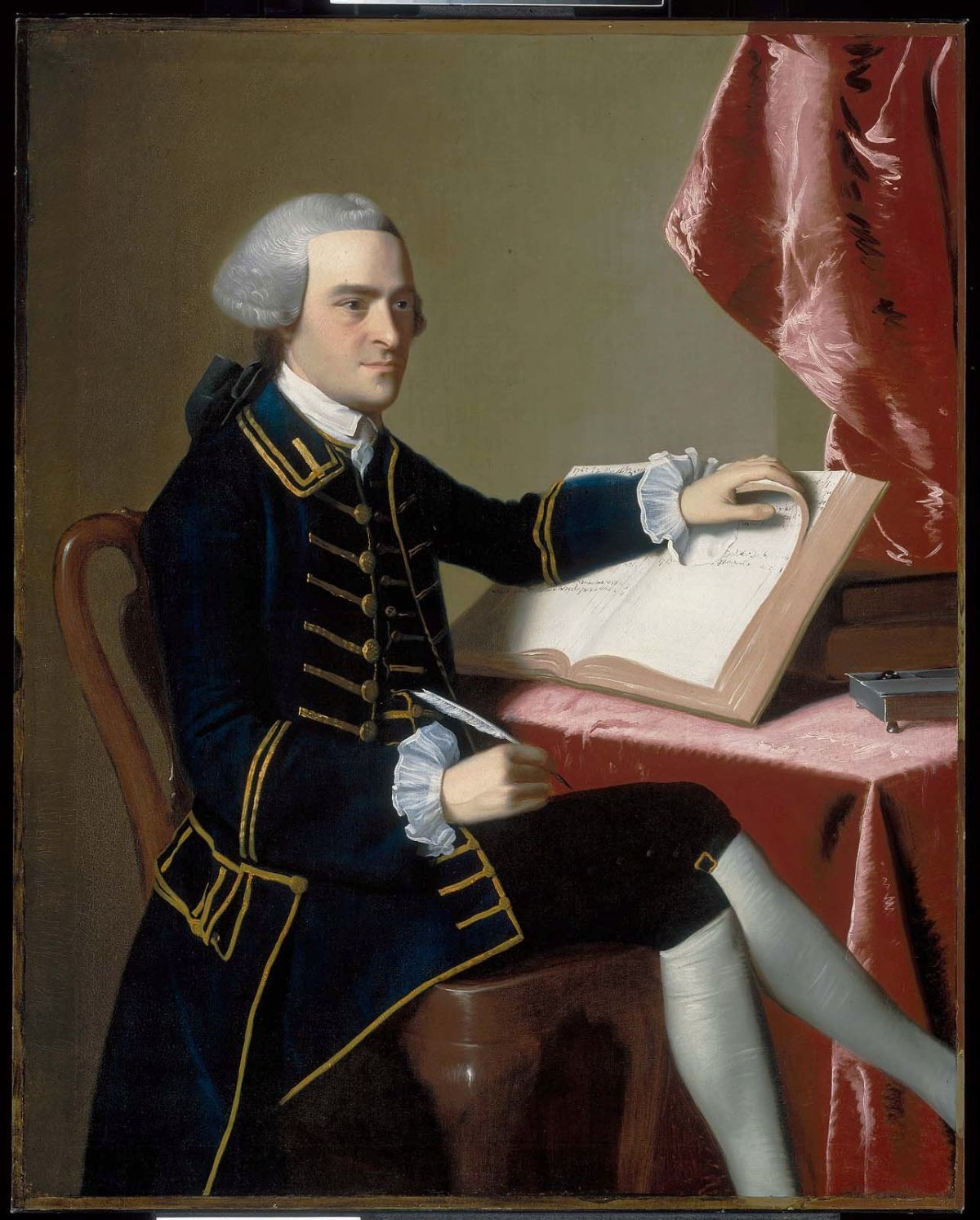
توماس کاشینگ سوم

کاشینگ در سال ۱۷۵۳ وارد سیاست شد و به عنوان نماینده منتخب بوستون برند انتخابات شد. وی تا سال ۱۷۶۳ در این مؤقف به فعالیت خویش ادامه داد و در سال ۱۷۶۱ در دادگاه عمومی نیز انتخاب شد. کاشینگ تا یک حدی از طریق حضور در مباحث سیاسی در ساقی‌خانه‌های بوستون با ساموئل آمدمز و جان هنکاک ارتباط سیاسی پیدا کرد. کاشینگ یک رابطه دایمی به‌ویژه با هنکاک دارای شخصیت کارزماتیک و شخصیت چیره سیاسی بود، ارتباط برقرار نمود. کاشینگ از لحاظ مالی برخی مصارف سیاسی هنکاک را پرداخت می‌کرد، اما با این وجود ترجیح داد که درعقب صحنه بماند و اجازه داد که هنکاک اعتبار دریافت نماید. به همین دلیل، در سال‌های اخیر مخالفین سیاسی‌اش، گاهی او (هنکاک) را شخص سرسپرده یا نایب هنکاک توصیف می‌کردند.
پس از پایان جنگ فرانسه و هند در سال ۱۷۶۳، دولت بریتانیا در صدد این برآمد تا با وضع مالیات بر مستعمرات، هزینه‌های اعزام نیرو به مستعمرات را جبران نماید. کاشینگ یکی از مخالفان اولی این مالیات بود و مخالفت خویش را از نقطه نظر اقتصادی بیان می‌کرد که بازتاب معیشیت وی به عنوان تاجر بود. وی که عنوان ناظر دقیق روابط بازرگانی میان بخش‌های مختلف امپراتوری بریتانیا بود در سال ۱۷۶۳ نوشت که تعرفه‌های بلند بالای ملاس (که بازرگانان نیوانگلند از پرداخت آن سرباز می‌زننند) می‌تواند تا اندازه‌ای با انحراف مقادیر قابل ملاحظه ارز کمیاب به این عوارض، صدمه قابل توجه‌ای به اقتصاد بریتانیا، آمریکای شمالی و هند غربی وارد نماید. جان آدمز در مورد کاشینگ نوشت «{او} ثابت و پایدار است، به نفع آزادی و در مقابله قرار دارد و به‌خاطر رازداری و مهارت‌اش به‌دست آوردن اطلاعات، شهره است.»

### سخنگوی مجلس
در مه ۱۷۶۶ به‌عنوان سخنگو مجلس انتخاب شد. مجلس در نخست جیمز اوتیس را به این سمت انتخاب کرد اما فرماندار برنارد وی را رد نموده و کاشینگ نامزد سازش معرفی شد. در جریان تصدی خود به‌عنوان سخنگوی مجلس، کاشینگ با بنجامین فرانکلین نماینده مجلس در لندن که در اواخر سال ۱۷۷۰ این وظیفه به وی محول شده بود، مکرراً مکابته می‌نمود. به علاوه مکاتبات رسمی مانند عرایض، هردوی شان در مورد پیشرفت‌های سیاسی تبادل نظر می‌نمودند و در رابطه با ضرورت به اعتدال در برخورد با حکومت بریتانیا به‌طور کامل هم‌نظر بودند. فرانکلین در سال ۱۷۷۲ نامه‌های نوشته شده توسط چندی از منصوبین سلطنی از جمله فرماندار توماس هاچنسون را به‌دست‌آورد. فرانکلین به منظور از بین بردن ملامتی مسائل استعماری از حکومت بریتانیا و فرماندار سلطنتی، با دستورهای ویژه که این نامه‌ها صرف به چند نفر محدود نشان داده شود، آن‌ها را به کاشینگ فرستاد. ساموئل آدمز از جمله کسانی بودن که این نامه‌ها را دید و نشر نهایی آن‌ها را در سال ۱۷۷۳ به کنگره ارائه کرد. هاچینسون و اندریو الیور نائب فرماندار، در نامه‌ها پیشنهادها آتشینی مبنی بر خلاصه‌سازی حقوق مستعمراتی ارائه کردند. افتضاح ناشی از تنش‌های سیاسی در هر دو طرف اقیانوس‌اطلس، مجلس را ترغیب کرد تا هاچنسون را فرا بخواند و فرانکلین را به عنوان نماینده استعماری و دیدگاه طرفداری از استقلال پس از این‌که به دلیل نقش داشتن در این ماجرا در محضر عام مورد انتقاد قرار گرفت، وادار به استعفا نماید.
کاشینگ تا سال ۱۷۷۴ که مجلس توسط فرماندار و توماس گیج سرتیپ ارتش بریتانیا جانشین هاچیستون منحل شد، سمت ریاست این مجلس را بدوش داشت. اعضای مجلس بعداً بدون اجازه فرماندار جلسه تشکیل داده و کنگره استانی ماساچوست را ایجاد کردند. الی تصویب قانون اساسی ماساچوست در سال ۱۷۸۰، این نهاد دولت بالفعل ماساچوست را تشکیل می‌داد.
علی‌رغم مخالفتش با سیاست‌های بریتانیا، کاشینگ در اوایل از انقلاب به‌شکل قوی حمایت نکرد. در سال ۱۷۷۲ کاشینگ (همراه با هنکاک که در آن‌زمان دیدگاه معتدل داشت) زمانی‌که در کمیته‌های مکاتبات بوستون معرفی شدند، از خدمت خودداری نمودند. هرچند وی فاقد شور و هیچان انقلابی بود اما به ترتیب در سال‌های ۱۷۷۴ و ۱۷۷۵ به عنوان نماینده در نخستین و دومین کنگره قاره‌ای انتخاب شد. کاشینگ توسط شخصیت‌های سیاسی لندن تا یک حدی به نهضت رادیکال وابسته شد، زیرا به عنوان رئیس مجلس ماساچوست، امضاء وی در تمامی عرایض و درخواست‌های مجلس درج شده بود. در نتیجه، در فرمان‌های که به سرتیپ گیج در آوریل ۱۷۷۵ برای دستگیری رهبران رادیکال صادر شد، نام کاشینگ هم درج بود.

### انقلاب آمریکا
کاشینگ تا سال ۱۷۷۵ نگرش ضعیفی را نسبت به استقلال دنیال می‌کرد که به قیمت از دست‌دادن کرسی‌اش در کنگره قاره‌ای در دسامبر سال ۱۷۷۵ تمام شد. کاشینگ پس از یک مبارزه داغ انتخاباتی، توسط البرج جری که شخص متعهد به استقلال بود، به شکست مواجه شد. این شکست که نیروهای طرفدار استقلال را به‌طور قطعی در اکثریت قرار داد، کاشینگ را به‌طور یقینی به اردوگاه هنکاک سوق داد. به‌محض برگشت به ماساچوست، کاشینگ به مخالفت با استقلال ادامه داد و تأخیر در روند رأی‌گیری را روی طرح کرد که به موجب آن استان ماساچوست رسماً خواهان اعلام استقلال شد.
هنکاک رئیس کنگره قاره‌ای در پاداش به وفاداری کاشینگ، او را به‌عنوان کمسیر امور دریایی تعیین نمود. کاشینگ در این سمت بر خریداری دو ناوچه برای نیروی دریایی قاره‌ای نظارت نمود. وی همچنین به‌عنوان کمیسر ارشد، مسئول تدارکات نیروهای ماساچوست تعیین شد و چندین سال این سمت را به‌عهده داشت. در سال ۱۷۸۰ او به‌عنوان یکی از کمیساری‌های ارشد مسئول تدارکات نیروهای فرانسوی در نیوپورت آیسلند گماشته شد. کاشینگ با رفتار مشابه با سایر بازرگانان مشغول تدارکات نظامی، کاشینگ از این پُست‌ها با اعطای قراردادهای تدراکاتی با قیمت مناسب به خانواده‌اش، در توسعه کسب و کار بازرگانی خانوادگی‌اش استفاده کرد. کاشینگ همچنین در کنوانسیون‌های شرکت داشت، این کنوانسیون‌ها تلاش می‌کردند تا از طریق تنظیم کنترل‌های دستمزد و قیمت، از کاهش تورمی ارزش دلار قاره جلوگیری نمایند؛ به دلیل خودداری استان‌ها از اجرای پیشنهادهای کنواسیون‌ها، این تلاش‌ها به شکست مواجه شد.
کاشینگ در سال ۱۷۷۸ تلاش کرد تا قانون اساسی جدید برای ایالت ایجاد نماید، اما موفق نشد.

## ارجاعات
1. ↑  "William Cushing | United States jurist | Britannica". www.britannica.com (به انگلیسی). Retrieved 2021-12-11.
2. ↑  "CUSHING, Thomas | US House of Representatives: History, Art & Archives". history.house.gov (به انگلیسی). Retrieved 2021-12-11.
3. ↑  Mitchell, pp. 386–388
4. ↑  Loring, p. 212
5. ↑  Ungar, p. 16
6. ↑  Slade, p. 329
7. ↑  Loring, p. 213
8. ↑  Mitchell, p. 388
9. ↑  Winsor, pp. 534, 536
10. ↑  Allan, p. 86
11. ↑  Unger, p. 155
12. ↑  Hall, p. 84
13. ↑  Archer, pp. 16–17
14. ↑  Egnal, p. 157
15. ↑  Morgan, pp. 176–177
16. ↑  Morgan, pp. 185–186
17. ↑  Morgan, pp. 187–188
18. ↑  Stoll, pp. 108–110
19. ↑  Morgan, pp. 196–218
20. ↑  Fowler, pp. 172–177
21. ↑  See Cushing, pp. 112ff, for the history of this period
22. ↑  Unger, p. 156
23. ↑  Unger, pp. 190, 212
24. ↑  Hudson, p. 134
25. ↑  Billias, p. 65
26. ↑  Billias, p. 66
27. ↑  Egnal, p. 280
28. ↑  Fowler, pp. 203–204
29. 1 2  "Cushing, Thomas". Dictionary of American Biography. New York: Charles Scribner's Sons. 1930.
30. ↑  Sora, pp. 136–137, 147–148
31. ↑  Rockoff, pp. 33–35
32. ↑  Cushing, pp. 208ff